# Campeonato Nacional da Divisão de Honra 2025
Der Campeonato Nacional da Divisão de Honra 2025 war die 11. Saison der dritthöchsten Spielklasse im Fußball auf der Insel São Tomé, einem Teilstaat des afrikanischen Inselstaates São Tomé und Príncipe. Die Saison wurde mit zehn Mannschaften ausgetragen. Jede Mannschaft absolvierte 18 Spiele in einer Hin- und Rückrunde.

## Abschlusstabelle
| Pl.               | Verein                 | Sp. | S | U | N | Tore    | Diff. | Punkte |
| ----------------- | ---------------------- | --- | - | - | - | ------- | ----- | ------ |
| 1.                | UD Amadora             | 9   | 9 | 0 | 0 | 031:600 | +25   | 27     |
| 2.                | Desportivo Otótó       | 9   | 6 | 2 | 1 | 021:800 | +13   | 20     |
| 3.                | Diogo Vaz              | 9   | 4 | 2 | 3 | 009:110 | −2    | 14     |
| 4.                | Santana FC             | 8   | 4 | 1 | 3 | 018:110 | +7    | 13     |
| 5.                | Benfica Porto Alegre   | 9   | 4 | 1 | 4 | 020:170 | +3    | 13     |
| 6.                | UD Santa Margarida (A) | 9   | 3 | 2 | 4 | 015:170 | −2    | 11     |
| 7.                | Sporting São Tomé (A)  | 9   | 3 | 2 | 4 | 013:220 | −9    | 11     |
| 8.                | Boavista FC            | 9   | 2 | 3 | 4 | 008:110 | −3    | 09     |
| 9.                | Andorinha SC           | 9   | 2 | 0 | 7 | 007:270 | −20   | 06     |
| 10.               | Varzim SC              | 8   | 0 | 1 | 7 | 008:200 | −12   | 01     |
| Stand: Saisonende |                        |     |   |   |   |         |       |        |

Platzierungskriterien: 1. Punkte – 2. Tordifferenz – 3. geschossene Tore